# Génicourt
Génicourt is een dorp in Frankrijk. Het ligt op een plateau in de Vexin français, in het parc naturel régional du Vexin français. Er wordt in de omgeving vooral landbouw bedreven.

## Kaart
De onderstaande kaart toont de ligging van Génicourt met de belangrijkste infrastructuur en aangrenzende gemeenten.

## Demografie
Onderstaande figuur toont het verloop van het inwonertal, bron: INSEE-tellingen. 

## Websites
- (fr)  Statistische informatie op de website van INSEE

1. ↑  Populations de référence 2022.